# 伞房双药芒
伞房双药芒（学名：Diandranthus corymbosus）为禾本科双药芒属下的一个种。